# 小松信太郎
小松 信太郎（こまつ しんたろう、1902年（明治35年）7月9日 - 1987年（昭和62年）9月29日）は、昭和期の農業協同組合指導者、政治家。衆議院議員。

## 経歴
福島県安達郡本宮町（現本宮市）出身。1918年（大正7年）市立仙台商業学校（現仙台市立仙台商業高等学校）を卒業した。
本宮町農業協同組合長、本宮地区消費生活協同組合長、福島県信用農業協同組合連合会理事、福島県消費生活協同組合連合会理事などを務めた。
政界では、本宮町議会議員、福島県議会議員に在任。1955年（昭和30年）2月の第27回衆議院議員総選挙に福島県第1区で当選した鈴木周次郎について、1957年（昭和32年）公職選挙法違反による当選無効が確定したため、同年9月に実施された再選挙に日本社会党公認で立候補して初当選し、1958年（昭和33年）5月の第28回総選挙でも再選され、衆議院議員に連続2期在任した。1960年（昭和35年）民主社会党（民社党）の結党に加わった。この間、社会党安達支部長、積雪寒冷単作地帯振興対策審議会委員などを務めた。その後、第29回総選挙、1962年（昭和37年）7月の第6回参議院議員通常選挙（福島県地方区）に立候補したがいずれも落選した。